# ناحیه کین (شهرستان آدامز، ایلینوی)
ناحیه کین، شهرستان آدامز، ایلینوی (به انگلیسی: Keene Township) یک منطقهٔ مسکونی در ایالات متحده آمریکا است که در شهرستان آدامز، ایلینوی واقع شده‌است. ناحیه کین ۶۰۴ نفر جمعیت دارد و ۱۹۷ متر بالاتر از سطح دریا واقع شده‌است.